# Harcèlement moral en milieu professionnel
 (août 2023).
 (mai 2024).
Pour les articles homonymes, voir Harcèlement (homonymie).
Le harcèlement moral au travail est une action persistante de mauvais traitements infligés à certaines personnes sur le lieu de travail par d'autres individus. Les moyens employés comprennent la violence verbale, non verbale, psychologique et physique, ainsi que l'humiliation. Ce type d'agression au travail est particulièrement difficile car les harceleurs au travail agissent souvent dans le cadre des règles et des politiques établies par leur organisation ou leur société, qui dans la majorité des cas est du fait d'une personne qui a autorité sur la victime. Cependant, les harceleurs peuvent aussi être des pairs ; ils sont rarement des subordonnés.
La recherche a également étudié l'impact du contexte organisationnel sur le harcèlement ainsi que les processus au niveau du groupe qui ont un impact et le maintien d'un tel comportement Le harcèlement peut être caché ou manifeste. Il peut être ignoré par les supérieurs hiérarchiques ou connu par la majorité du personnel de la société. Les effets négatifs ne se limitent pas aux seuls individus ciblés et peuvent entraîner une baisse du moral des employés et un changement de culture d'entreprise. Le harcèlement peut également prendre la forme d'une communication autoritaire, de critiques constantes et de blocages de promotions.

## Définitions
Il n'existe pas de définition formelle universellement acceptée du harcèlement moral au travail et certains chercheurs se demandent même si elle est possible en raison de ses formes complexes et multiformes, mais certains chercheurs se sont quand même efforcés de la définir :
- Selon la définition d'Olweus[5], « [Le harcèlement moral au travail est] une situation dans laquelle une ou plusieurs personnes perçoivent systématiquement et sur une longue période de temps la sensation de faire l'objet d'un traitement négatif de la part d'une ou plusieurs personnes, dans une situation où la ou les personnes exposées au traitement ont des difficultés à se défendre contre ce traitement ».
- Selon Einarsen, Hoel, Zapf et Cooper[6], « Le harcèlement au travail signifie intimider, offenser, exclure socialement ou affecter négativement les tâches professionnelles de quelqu'un. Pour que l'étiquette harcèlement moral (ou mobbing) soit appliquée à une activité, une interaction ou un processus particulier, il doit se produire de manière répétée et régulière (par exemple une fois par semaine) et sur une période de temps (par exemple environ six mois). L'intimidation est un processus intensifié au cours duquel la personne confrontée se retrouve dans une position inférieure et devient la cible d'actes sociaux négatifs systématiques ».
- Selon Tracy, Lutgen-Sandvik et Alberts, chercheurs associés au projet de bien-être et de vie au travail de l'Arizona State University[7], l'intimidation au travail est le plus souvent « une combinaison de tactiques dans lesquelles de nombreux types de communication et de comportement hostiles sont utilisés »[8].
- Gary et Ruth Namie[9] définissent l'intimidation au travail comme « des mauvais traitements répétés, nuisibles à la santé, des violences verbales ou un comportement menaçant, humiliant, intimidant ou sabotant qui interfère avec le travail, ou une combinaison des trois ».
- Pamela Lutgen-Sandvik[10] élargit cette définition en déclarant que le harcèlement au travail est « une agression verbale et non verbale persistante au travail, qui comprend des attaques personnelles, l'ostracisme social et une multitude d'autres messages douloureux et interactions hostiles ».
- Catherine Mattice et Karen Garman définissent le harcèlement au travail comme « une communication agressive systématique, une manipulation du travail et des actes visant à humilier ou à dégrader une ou plusieurs personnes qui créent un déséquilibre de pouvoir malsain et non professionnel entre l'intimidateur et la ou les victimes, entraînent des conséquences psychologiques pour des victimes et leurs collègues, et coûtent d'énormes frais de dédommagement au résultat net d'une organisation »[11].
- Le type de plainte le plus courant déposé auprès de la Commission américaine pour l'égalité des chances en matière d'emploi concerne les représailles, lorsqu'un employeur harcèle ou intimide un employé pour s'être opposé à une discrimination illégale[12]. Patricia Barnes, auteur de Surviving Bullies, Queen Bees & Psychopaths in the Workplace, soutient que les employeurs qui harcèlent sont un aspect critique mais souvent négligé du problème aux États-Unis[13].

Parce qu'elle peut se produire dans une variété de contextes et de formes, il est également utile de définir l'intimidation au travail par les principales caractéristiques que ces comportements possèdent. Le harcèlement se caractérise par :
- Répétition (se produit régulièrement)
- Durée (est durable)
- Escalade (agressivité croissante)
- Disparité de pouvoir (la cible n'a pas le pouvoir de se défendre avec succès)
- Intention attribuée

Cela distingue le harcèlement des comportements isolés et d'autres formes de stress au travail et permet d'appliquer ce terme dans divers contextes et à des comportements qui répondent à ces caractéristiques. De nombreux observateurs conviennent que le harcèlement est souvent un comportement répétitif. Cependant, certains experts qui ont traité un grand nombre de personnes signalant des abus classent également certains évènements ponctuels comme du harcèlement comme les cas où j'on constate de graves séquelles. L'élargissement de la compréhension commune du harcèlement incluant des épisodes uniques et graves est similaire aux définitions juridiques du harcèlement sexuel aux États-Unis.
Selon Pamela Lutgin-Sandvik, le manque d'un langage approprié pour nommer le phénomène du harcèlement moral au travail est un problème car sans terme ou expression, les individus ont du mal à nommer leurs expériences d'abus, et ont donc du mal à poursuivre en justice contre l'intimidateur. Contrairement au harcèlement sexuel, qui désigne un problème spécifique et est désormais reconnu par la loi de nombreux pays (y compris les États-Unis), le harcèlement au travail est toujours considéré comme un problème social pertinent et nécessite une langue vernaculaire spécifique.
Les euphémismes destinés à banaliser l'intimidation et son impact sur les personnes victimes d'intimidation comprennent : l'incivilité, le manque de respect, les personnes difficiles, les conflits de personnalité, la conduite négative et les mauvais traitements. Les personnes victimes d'intimidation sont qualifiées d'insubordonnées lorsqu'elles résistent au traitement du harcèlement.
Il n'y a pas de définition exacte des comportements de harcèlement en milieu de travail, c'est pourquoi différents termes et définitions sont courants. Par exemple, mobbing est un terme couramment utilisé en France et en Allemagne, où il fait référence à une « foule » de harceleurs, plutôt qu'à un seul.Aux États-Unis, l'agression et la violence psychologique sont des termes fréquemment utilisés, alors que le harcèlement est le terme privilégié en Finlande. L'intimidation au travail est principalement utilisée en Australie, au Royaume-Uni et en Europe du Nord .Alors que les termes "harcèlement" et "mobbing" sont souvent utilisés pour décrire les comportements d'intimidation, "l'intimidation au travail" a tendance à être le terme le plus couramment utilisé par la communauté des chercheurs.

## Statistiques
Environ 72 % des harceleurs sont plus nombreux que leurs victimes[pas clair].

### Prévalence
Les recherches suggèrent qu'un nombre important de personnes sont exposées à des brimades persistantes au travail, la majorité des études faisant état d'une prévalence de 10 à 15 % en Europe et en Amérique du Nord. Ce chiffre peut varier selon la définition du harcèlement au travail utilisée.
Les statistiques de l'enquête WBI-Zogby de 2007 montrent que 13 % des employés américains déclarent être victimes de harcèlement, 24 % déclarent en avoir été victimes dans le passé et 12 % supplémentaires déclarent en avoir été témoins. Près de la moitié de tous les travailleurs américains (49%) déclarent avoir été victimes de harcèlement au travail, soit en étant eux-mêmes une cible, soit en ayant été témoins d'un comportement abusif envers un collègue.
Bien que des facteurs socioéconomiques puissent jouer un rôle dans l'abus, les chercheurs du Project for Wellness and Work-Lifesuggèrent que le harcèlement au travail, par définition, n'est pas explicitement lié à des marqueurs démographiques tels que le sexe et l'origine ethnique.
Selon le National Health Interview Survey Occupational Health Supplement (NHIS-OHS) de 2015, le taux de prévalence national des travailleurs déclarant avoir été menacés, intimidés ou harcelés par quiconque au travail est de 7,4 %.
En 2008, la Dre Judy Fisher-Blando a rédigé une thèse de doctorat sur le comportement agressif : l'intimidation au travail et ses effets sur la satisfaction au travail et la productivité. L'étude scientifique a déterminé que près de 75 % des employés interrogés avaient été touchés par le harcèlement au travail, que ce soit en tant que cible ou témoin. D'autres recherches ont montré les types de comportement de harcèlement et le soutien organisationnel.

### Genre
En ce qui concerne le genre, le Workplace Bullying Institute (2007) indique que les femmes semblent être plus à risque d'en être la cible, puisque 57 % de ceux qui ont déclaré avoir été la cible d'abus sont des femmes. Les hommes sont plus susceptibles de participer à des comportements de harcèlement agressif (60 %), mais lorsque l'intimidateur est une femme, sa cible est également plus susceptible d'être une femme (71 %).
En 2015, l'enquête nationale sur la santé par entretien a révélé une prévalence plus élevée de femmes (8 %) qui ont été menacées, intimidées ou harcelées que les hommes.
Cependant, les résultats varient. La recherche de Samnani et Singh (2012) passe en revue les résultats des données sur 20 ans et affirme que les résultats sont incohérents et ne peuvent attester une différences entre les sexes. Carter (2013) constate que le personnel masculin signale une prévalence plus élevée de harcèlement au travail dans les soins de santé au Royaume-Uni, sans spécifier s'il y a une différence entre les sexes dans le niveau de déclaration.

### Origine ethnique
L'origine ethnique peut également avir une influence sur le harcèlement au travail. Selon le Workplace Bullying Institute (2007), la comparaison des pourcentages de prévalence de l'intimidation combinée signalée aux États-Unis révèle le schéma :
1. Hispaniques (52,1%)
2. Noirs (46%)
3. Blancs (33,5%)
4. Asiatique (30,6%)

Taux signalés d'être témoin d'intimidation :
1. Asiatique (28,5%)
2. Noirs (21,1%)
3. Hispaniques (14%)
4. Blancs (10,8%)

Les pourcentages de ceux qui ont déclaré n'avoir ni subi ni été témoins de mauvais traitements sont:
1. Asiatiques (57,3%)
2. Blancs (49,7%)
3. Hispaniques (32,2%)
4. Noirs (23,4%)

Le psychologue chercheur Tony Buon a publié l'une des premières revues de l'intimidation en Chine dans PKU Business Review en 2005.

### État civil
Des taux de prévalence plus élevés de harcèlement au travail sont identifiés pour les travailleurs divorcés ou séparés par rapport aux travailleurs mariés, veufs ou célibataires.

### Éducation
Des taux de prévalence plus élevés de harcèlement au travail ont été identifiés chez les travailleurs ayant fait des études collégiales ou titulaires d'un diplôme d'études secondaires ou d'une formation générale, comparativement aux travailleurs n'ayant pas terminé leurs études secondaires.

### Âge
Des taux de prévalence plus faibles de harcèlement au travail ont été identifiés chez les travailleurs âgés de 65 ans et plus par rapport aux travailleurs des autres groupes d'âge.
En ce qui concerne l'âge, des résultats contradictoires sont rapportés. Une étude menée par Einarsen et Skogstad (1996) indique que les employés plus âgés ont tendance à être plus susceptibles à être victimes de harcèlement que les plus jeunes.

### Industrie
La prévalence de harcèlement au travail varie selon l'industrie. En 2015, la grande catégorie d'industries avec la prévalence la plus élevée est celle des soins de santé et de l'assistance sociale (10 %). Selon le Bureau of Labor Statistics, 16 890 travailleurs du secteur privé ont subi un traumatisme physique dû à la violence non mortelle au travail en 2016.

### Occupation
La prévalence de harcèlement au travail varie selon la profession. En 2015, les groupes de professions ayant la prévalence la plus élevée sont les services de protection (24 %) et les services communautaires et sociaux (15 %).
Dans les soins de santé au Royaume-Uni, il a été constaté que 20 % du personnel a été victime de harcèlement et 43 % ont en été témoins, les responsables étant la source la plus courante.

### Invalidité
Les personnes handicapées courent un risque plus élevé d'être victimes de harcèlement au travail.

## Relation entre les participants
Selon les recherches de H. Hoel et CL Cooper, la plupart des harceleurs sont des superviseurs . Le deuxième groupe le plus courant est celui des pairs, suivi des subordonnés et des clients. Les trois principales relations entre les participants au harcèlement moral au travail :
- Entre superviseur et subalterne
- Entre collègues
- Employés et clients

Le harcèlement peut se produire entre une organisation et ses employés.
Le comportement d'intimidation des superviseurs envers leurs subordonnés se manifeste généralement par un abus de pouvoir de la part du supérieur hiérarchique sur le lieu de travail. Les comportements d'intimidation des superviseurs peuvent être associés à une culture de harcèlement et au style de gestion de la hiérarchie. Un style de gestion autoritaire comprend souvent des comportements de harcèlement, qui peuvent rendre les subordonnés craintifs et permettre aux cadres de renforcer leur autorité sur les autres.
Maarit Varitia, chercheuse sur le harcèlement au travail, a découvert que 20 % des personnes interrogées qui ont été victimes de harcèlement au travail du fait qu'elles étaient différentes des autres.

## Culture organisationnelle
Le harcelement est considéré comme répandu dans les organisations où les employés et les gestionnaires estiment qu'ils ont le soutien, ou du moins la bénédiction implicite des cadres supérieurs pour poursuivre leur action abusive. La violence verticale est un type spécifique de violence au travail basé sur la structure hiérarchique ou managériale présente dans de nombreux établissements de santé. Ce type de violence au travail, « est généralement généré par un déséquilibre de pouvoir, qu'il soit dû à une véritable structure hiérarchique ou perçu par les professionnels. Il génère des sentiments d'humiliation, de vulnérabilité et d'impuissance chez les victimes, limitant leur capacité à développer des compétences et à se défendre » (Pérez-Fuentes et. al 2021, pg 2). De plus, de nouveaux managers considèrent cela acceptable et normal s'ils voient les autres s'en tirer et en sont même récompensés.
Lorsque le harcelement se produit aux niveaux les plus élevés, les effets peuvent être considérables. Les personnes peuvent être victimes de harcèlement quel que soit leur statut ou leur rang dans l'organigramme, y compris les cadres supérieurs, ce qui indique la possibilité d'un effet domino négatif, où le harcelement peut se répercuter vers le bas, car les cadres ciblés pourraient se décharger de leur propre agression sur leurs subordonnés. Dans de telles situations, un scénario d'intimidation dans la salle de conférence peut en fait menacer l'efficacité de l'ensemble de l'organisation.

### Harcèlement au travail et stress au travail
La relation entre le stress au travail et le harcèlement a été établie dans l'affaire du Health and Safety Executive (HSE) du Royaume-Uni qui a publié un avis d'amélioration au West Dorset General Hospital NHS Trust. Cela fait suite à une plainte déposée auprès du HSE par un employé qui était en congé maladie après avoir subi des brimades sur son lieu de travail. Ses supérieurs avaient répondu qu'en cas de retour au travail, il était peu probable que quelque chose soit fait pour régler le problème. Le HSE a constaté que le Trust n'avait pas de politique sur le stress professionnel et lui a demandé d'en créer une conformément aux normes de gestion du HSE. Ce sont des normes que les gestionnaires doivent respecter s'ils veulent assurer un poste de travail sûr, comme l'exige la loi de 1974 sur la santé et la sécurité au travail, amendée par le règlement de 1999 sur la gestion de la santé et de la sécurité au travail, ce dernier ordonnant que les risques sur le lieu de travail soient identifiés, évalués et contrôlés. Ces risques comprennent les dangers connus causés par le stress professionnel. L'une des six normes porte sur la gestion des relations entre les employés, domaine dans lequel la Fiducie s'est montrée déficiente.

### Protection juridique contre le harcèlement au travail au Royaume-Uni
Les six normes de management HSE définissent un ensemble de comportements des managers qui s'attaquent aux principales causes déclarées de stress professionnel. Les gestionnaires qui agissent contre les normes peuvent facilement être identifiés comme étant des harceleurs au travail, c'est-à-dire qu'ils ne tiennent aucun compte des exigences, suppriment le contrôle chaque fois que possible, permettent au harcèlement de se dérouler de manière incontrôlée sans en identifier le responsable. Les normes définissent les principales causes connues de stress professionnel, conformément au modèle DCS, mais fournissent également une « liste de contrôle du harcèlement ».

#### Les normes de gestion HSE
- Exigences : cela comprend des problèmes tels que la charge de travail, les habitudes de travail et l'environnement de travail.
- Contrôle : à quel point la personne a son mot à dire sur la façon dont elle fait son travail.
- Soutien : cela comprend les encouragements, le parrainage et les ressources fournies par l'organisation, la hiérarchie et les collègues.
- Relations : cela comprend la promotion d'un travail positif pour éviter les conflits et la gestion des comportements inacceptables.
- Rôle : si les gens comprennent leur rôle au sein de l'organisation et si l'organisation veille à ce qu'ils n'aient pas de rôles conflictuels.
- Changement : comment le changement organisationnel est géré et communiqué dans l'entreprise[39].

## Culture géographique
La recherche portant sur l'acceptabilité du comportement de harcèlement dans différentes cultures (par exemple Power et al., 2013) montre que la culture affecte la perception du comportement acceptable. Le contexte national influence également la prévalence du harcèlement au travail (Harvey et al., 2009 ; Hoel et al., 1999 ; Lutgen-Sandvik et al., 2007).
L'orientation humaine est négativement associée à l'acceptabilité du harcèlement lié au travail. L'orientation vers la performance est positivement associée à l'acceptation du harcèlement. L'orientation vers l'avenir est négativement associée à l'acceptabilité de l'intimidation. Une culture de la féminité suggère que les individus qui vivent et travaillent dans ce type de culture ont tendance à valoriser davantage les relations interpersonnelles.
Trois grandes dimensions ont été mentionnées en relation avec le harcèlement au travail : la distance hiérarchique ; masculinité versus féminité ; et individualisme versus collectivisme (Lutgen-Sandvik et al., 2007).

## Formes les plus courantes

### Typologie des comportements de harcèlement
Avec quelques variantes, la typologie des comportements de harcèlement au travail adoptée par certains chercheurs universitaires utilise cinq catégories,.
1. Menace sur le statut professionnel, y compris les opinions dévalorisantes, l'humiliation professionnelle publique, les accusations de manque d'effort, l'utilisation intimidante des procédures de discipline ou de compétence.
2. Menace à la réputation personnelle, y compris atteinte à l'intégrité personnelle, insinuations et sarcasmes destructeurs, blagues inappropriées sur la cible, taquineries persistantes, injures, insultes, intimidation.
3. Isolement, y compris empêcher l'accès aux opportunités, l'isolement physique ou social, retenue des informations nécessaires, garder la cible hors de la boucle, ignorer ou exclure.
4. Surmenage, pression excessive, délais impossibles, interruptions inutiles.
5. Déstabilisation, y compris le fait de ne pas reconnaître le bon travail, l'attribution de tâches insignifiantes, la suppression de la responsabilité, les rappels répétés d'erreurs, la mise en place d'un objectif pour échouer, le changement de but sans le dire à l'objectif.

### Tactique
Les recherches du Workplace Bullying Institute suggèrent que les 25 tactiques d'intimidation les plus courantes sur le lieu de travail sont les suivantes :
1. A accusé à tort quelqu'un d'"erreurs" qui n'ont pas été réellement commises (71 %) .
2. Fixé, dévisagé, intimidant de manière non verbale et montrant clairement de l'hostilité (68 %).
3. A injustement ignoré les pensées ou les sentiments de la personne ("oh, c'est idiot") lors des réunions (64 %).
4. A utilisé le mutisme actif pour se « glacer » et se séparer des autres (64 %).
5. A manifesté des sautes d'humeur vraisemblablement incontrôlables devant le groupe (61 %).
6. Des règles inventées à la volée que même eux n'ont pas suivies (61%).
7. A ignoré la qualité satisfaisante ou exemplaire du travail achevé malgré les preuves ( discrédit ) (58 %).
8. Durement et constamment critiqué, ayant une norme différente pour la cible (57%).
9. A commencé ou n'a pas réussi à arrêter des rumeurs ou des commérages destructeurs à propos de la personne (56 %).
10. A encouragé les gens à se retourner contre la personne tourmentée (55 %).
11. A distingué et isolé une personne des autres collègues, que ce soit socialement ou physiquement (54 %).
12. A affiché publiquement un comportement grossier, indigne, mais pas illégal (53%).
13. Crier, faire des crises de colère devant les autres pour humilier une personne (53%).
14. A volé le crédit pour le travail effectué par d'autres ( plagiat ) (47%).
15. A abusé du processus d'évaluation en mentant sur la performance de la personne (46%).
16. Cible déclarée " insubordonnée " pour ne pas avoir suivi des ordres arbitraires (46%).
17. A utilisé des informations confidentielles sur une personne pour l'humilier en privé ou en public (45 %).
18. A exercé des représailles contre la personne après le dépôt d'une plainte (45 %).
19. A fait des insultes verbales en fonction du sexe, de l'origine ethnique, de l'accent, de l'âge ou de la langue, du handicap (44 %).
20. Assigné un travail indésirable comme punition (44%).
21. A créé des demandes irréalistes (charge de travail, délais, tâches) pour la personne pointée du doigt (44 %).
22. A lancé une campagne sans fondement pour évincer la personne; effort non stoppé par l'employeur (43 %).
23. A encouragé la personne à démissionner ou à transférer plutôt que de subir davantage de mauvais traitements (43 %).
24. Saboté la contribution de la personne à un objectif d'équipe et à une récompense (41 %).
25. A assuré l'échec du projet de la personne en n'effectuant pas les tâches requises, telles que les signatures, la prise d'appels, le travail avec des collaborateurs (40 %)

### Comportements abusifs au travail
Selon Bassman, les comportements abusifs courants sur le lieu de travail sont :
1. Manquer de respect et dévaloriser l'individu, souvent par un langage irrespectueux et dévalorisant ou des violences verbales.
2. Surmenage et dévalorisation de la vie personnelle (notamment les salariés non rémunérés).
3. Harcèlement par microgestion des tâches et du temps
4. Surévaluation et manipulation des informations (par exemple, concentration sur les caractéristiques négatives et les échecs, mise en place d'un subordonné en cas d'échec ).
5. Gérer par la menace et l'intimidation.
6. Voler du crédit et tirer un avantage indu.
7. Empêcher l'accès aux opportunités.
8. Déclassement des capacités d'un employé pour justifier une réduction des effectifs.
9. Comportement destructeur impulsif.

Selon Hoel et Cooper, les comportements abusifs courants sur le lieu de travail sont :
1. Ignorer les opinions et les points de vue.
2. Retenir des informations afin d'affecter les performances de la cible.
3. Exposer la cible à une charge de travail ingérable.
4. Donner des tâches avec des objectifs ou des délais déraisonnables ou impossibles.
5. Ordonner à la cible de faire un travail en dessous de ses compétences.
6. Ignorer ou présenter de l'hostilité lorsque la cible approche.
7. Humiliation ou ridicule en lien avec le travail
8. Surveillance excessive du travail d'une cible (voir microgestion )
9. Répandre des commérages.
10. Insulter ou faire des remarques offensantes sur la personne (c'est-à-dire les habitudes et le passé), les attitudes ou la vie privée de la cible.
11. Supprimer ou remplacer des domaines de responsabilité clés par des tâches plus triviales ou désagréables.

Selon Faghihi, certains comportements abusifs au travail comprennent :
1. Charge de travail excessive.
2. Placement dans une zone où il y a moins d'expérience ou inconfortable.
3. Petit salaire.
4. Faire des heures supplémentaires sans avantages sociaux.
5. Mauvais environnement de travail.
6. Augmentation du stress au travail.
7. Manque de commodités.

La cyberintimidation abusive sur le lieu de travail peut avoir de graves conséquences socioéconomiques et psychologiques sur la victime. La cyberintimidation sur le lieu de travail peut entraîner des congés de maladie dus à la dépression, ce qui peut entraîner une perte de profits pour l'entreprise.

### Formes
Tim Field a suggéré que le harcèlement au travail prend diverses formes :
- Harcèlement en série : la source de tous les dysfonctionnements peut être attribuée à un individu, qui s'en prend à un employé après l'autre et les détruit, puis passe à autre chose.
- Harcèlement secondaire : la pression d'avoir à faire face à un harceleur en série fait décliner le comportement général et le faire descendre au niveau le plus bas.
- Harcèlement en binôme : cela se produit avec deux personnes, l'une active et verbale, l'autre regardant et écoutant.
- Harcèlement en groupe : harceleur en série avec des collègues. Les gangs peuvent se produire n'importe où, mais prospérent dans les climats de harcèlement des entreprises. Il est souvent appelé mobbing et implique généralement la recherche de boucs émissaires et la victimisation.
- Harcèlement par procuration : deux parties sont encouragées à se battre. C'est la " triangulation " typique où l'agression est transmise.
- Harcèlement règlementaire : lorsqu'un harceleur en série oblige sa cible à se conformer aux règles, règlements, procédures ou lois, quelle que soit leur pertinence, leur applicabilité ou leur nécessité.
- Harcèlement résiduelle : après le départ ou le renvoi de l'arceleur en série, le comportement continue. Cela peut durer des années.
- Harcèlement légal : introduction d'une action en justice vexatoire pour contrôler et punir une personne.
- Harcèlement sous pression ou harcèlement involontaire : devoir travailler selon des échelles de temps irréalistes ou des ressources inadéquates.
- Harcèlement d'entreprise : lorsqu'un employeur abuse d'un employé en toute impunité, sachant que la loi est faible ainsi que le marché du travail.
- Harcèlement organisationnel ; une combinaison d'intimidation par pression et d'intimidation d'entreprise. Se produit lorsqu'une organisation a du mal à s'adapter à l'évolution des marchés, à la réduction des revenus, aux coupes budgétaires, aux attentes imposées et à d'autres pressions extrêmes[47].
- Harcèlement institutionnel : enraciné et accepté comme faisant partie de la culture.
- Harcèlement des clients : un employé est harcelé par ceux qu'il sert, par exemple les préposés au métro ou les fonctionnaires.
- Cyberintimidation : l'utilisation des technologies de l'information et de la communication pour soutenir un comportement délibéré, répété et hostile d'un individu ou d'un groupe, qui vise à nuire à autrui[48],[49].

Le harcèlement des adultes peut prendre diverses formes. Il existe environ cinq types distincts de harceleurs adultes. Un harceleur narcissique est décrit comme une personne égocentrique dont l'égoïsme est fragile et qui a besoin de rabaisser les autres. Un harceleur impulsif est quelqu'un qui agit sur l'intimidation basée sur le stress ou sur le fait d'être momentanément bouleversé. Un harceleur physique utilise des blessures physiques et la menace de préjudice pour abuser de ses victimes, tandis qu'un harceleur verbal utilise un langage dégradant et du cynisme pour avilir ses victimes. Enfin, un harceleur adulte secondaire est décrit comme une personne qui n'a pas commencé le harcèlement mais y participe ensuite pour éviter d'en être lui-même victime ("Adult Bullying").

## Dans des métiers spécifiques

### Milieu universitaire
Plusieurs aspects du milieu universitaire, tels que la nature décentralisée des institutions universitaires, .

### Emplois de cols bleus
Le harcèlement a été identifiée comme prédominante dans les emplois de cols bleus, y compris sur les plates-formes pétrolières, et dans les zones mécaniques et les ateliers d'usinage, les entrepôts et les usines. On pense que l'intimidation et la peur des représailles entraînent une diminution des rapports d'incidents, ce qui, dans le milieu socioéconomique et culturel de ces industries, conduirait probablement à un cercle vicieux. Ceci est souvent utilisé en combinaison avec la manipulation et la coercition des faits pour gagner la faveur des administrateurs de haut rang. Par exemple, une enquête menée à la suite d'un incident de bizutage au Bureau des transports de Portland au sein du gouvernement de la ville de Portland, Oregon, a révélé un bizutage rituel caché pendant des années sous le couvert de "pas de mouchard", où la dénonciation était punie et la loyauté louée,. Les deux tiers des employés interrogés dans le cadre de cette enquête ont déclaré qu'ils considéraient que la meilleure façon de gérer les mauvais comportements sur le lieu de travail était de « ne pas s'impliquer », car ils « craignaient des représailles s'ils intervenaient ou signalaient les problèmes »,,.

### Informatique
Une culture de harcèlement est courante dans les technologies de l'information (TI), entraînant des taux de maladie élevés, un moral bas, une faible productivité et une rotation élevée du personnel. Le travail de projet axé sur les délais et les gestionnaires stressés pèsent lourdement sur les informaticiens.

### Profession juridique
On pense que l'intimidation dans la profession juridique est plus courante que dans certaines autres professions. On pense que sa tradition contradictoire et hiérarchique y contribue. Les femmes, les stagiaires et les avocats qualifiés depuis cinq ans ou moins sont plus touchés, tout comme les avocats des minorités ethniques et les avocats des lesbiennes, gays et bisexuels.

### Médecine
Le harcèlement dans la profession médicale se pratique en particulier à l'égard des étudiants ou stagiaires en médecine. Dans une étude sur la violence qui se produit dans les soins de santé, il a été constaté que de 2002 à 2013 seulement, la survenue d'abus est devenue quatre fois plus probable.

### Infirmières
Le harcèlement a été identifiée comme étant particulièrement répandue dans la profession infirmière, l'agressivité relationnelle a été étudiée chez les filles, mais pas tellement chez les femmes adultes,. Une grande partie de l'intimidation dirigée contre les infirmières est infligée par les patients, et les infirmières courent un risque t plus élevé parce qu'elles sont les plus exposées aux patients parmi tous les professionnels de la santé et la pénurie d'infirmières entraîne une augmentation du niveau de stress.
Registered nurses have been the recipients of an alarming increase in workplace violence (WPV). Emergency and psychiatric nurses have been found to be the most vulnerable and yet few solid reporting procedures exist to fully account for a true number of incidents. Further compounding the problem is the lack of a standard definition of violence to guide reporting procedures, interventions, legislation, and research. While there are certain risk factors that not only predispose the nurse and the patient to WPV, research continues to attempt to parse out which risk factors are the key determinants of WPV and also which interventions prove to be significant in reducing WPV. The nursing shortage is expected only to increase; recruitment and retention of qualified staff members may be deterred by WPV. 

### Enseignement
Les enseignants sont souvent victimes de harcèlement, mais ils sont aussi parfois à l'origine du harcèlement en milieu scolaire.

### Bénévolat
Une étude a révélé que le harcèlement est le principal facteur de plaintes parmi les bénévoles. Les bénévoles n'ont souvent pas accès aux protections offertes aux employés rémunérés et n'ont aucun moyen d'y remédier.

## Notions connexes

### Kiss up kick down
Le harceleur au travail peut être respectueux lorsqu'il parle à la haute direction, mais le contraire lorsqu'il s'agit de sa relation avec ceux qu'il supervise : la personnalité « kiss up kick down » Les intimidateurs ont tendance à se faire plaisir auprès de leurs patrons tout en intimidant leurs subordonnés,. Ils peuvent être socialement populaires auprès des autres dirigeants. Souvent, un harceleur au travail maîtrise la tactique kiss up kick down qui cache leur côté abusif aux supérieurs qui examinent leur performance.
Conséquence de la stratégie de kiss up kick down :
- Les erreurs d'un harceleur sont dissimulées ou imputées à des sous-fifres ou à des circonstances indépendantes de sa volonté.
- Un harceleur maintient sa cible sous un stress constant.
- La base du pouvoir d'un tyran est la peur, pas le respect.
- Un harceleur dissimule des informations à ses subordonnés et maintient le flux d'informations uniquement de haut en bas.
- Un harceleur blâme les conflits et les problèmes sur le manque de compétence, la mauvaise attitude ou les défauts de caractère du subordonné.
- Un harceleur crée un environnement de travail contre nature où les gens marchent constamment sur des œufs et sont obligés de se comporter d'une manière qu'ils ne feraient pas normalement.

Le flux du blâme dans une organisation peut être un indicateur principal de la robustesse et de l'intégrité de cette organisation. Le blâme circulant vers le bas, de la direction vers le personnel, ou latéralement entre les professionnels ou les organisations partenaires, indique un échec organisationnel. Dans une culture du blâme, la résolution du problème est remplacée par l'évitement du blâme. La confusion des rôles et des responsabilités contribue également à une culture du blâme. La culture du blâme réduit la capacité d'une organisation à prendre des mesures adéquates pour empêcher que des problèmes mineurs ne dégénèrent en situations incontrôlables. Plusieurs problèmes identifiés dans les organisations ayant une culture du blâme contredisent les meilleures pratiques des organisations à haute fiabilité,. La culture du blâme est considérée comme un problème sérieux dans les organisations de soins de santé par l'Organisation mondiale de la santé, qui recommande de promouvoir une culture sans blâme, ou juste une culture, un moyen d'accroître la sécurité des patients.

### Culture de la peur
Ashforth parle des côtés potentiellement destructeurs du leadership et identifie ce qu'il appelle les petits tyrans, c'est-à-dire les dirigeants qui exercent un style de gestion tyrannique, entraînant un climat de peur sur le lieu de travail. Un renforcement négatif partiel ou intermittent peut créer un climat efficace de peur et de doute. Lorsque les employés ont l'impression que les harceleurs « s'en tirent », un climat de peur peut en résulter,. Plusieurs études ont confirmé une relation entre le harcelement, d'une part, et d'autre part un leadership autocratique et une façon autoritaire de régler les conflits ou de gérer les désaccords. Un style de leadership autoritaire peut créer un climat de peur, où il y a peu ou pas de place pour le dialogue et où se plaindre peut être considéré comme futile. Dans les professions où le harcelement au travail est courante et où les employés ne reçoivent pas un soutien suffisant de la part de leurs collègues ou de leurs supérieurs, cela génère souvent des sentiments de résignation qui les amènent à croire que l'abus est une partie normale et inévitable du travail. Dans une étude menée auprès de membres de syndicats du secteur public, environ un travailleur sur cinq a déclaré avoir envisagé de quitter le lieu de travail après avoir été témoin de harcèlement. Rayner a expliqué ces chiffres en soulignant la présence d'un climat de peur dans lequel les employés considéraient le signalement comme dangereux, où les harceleurs s'étaient « enfuis » alors que la direction était au courant de leur présence.

### Se battre ou s'enfuir
Les réactions les plus typiques au harcèlement au travail sont liées à l'instinct de survie — « combat ou fuite » —, probablement les réponses les plus saines d'une victime au harcèlement. La fuite est courante, surtout dans les organisations où la haute direction ne peut pas ou ne veut pas faire face au harcèlement. Cependant en période économique difficile, la fuite n'est peut-être pas une option et le combat peut être le seul choix.
Combattre le harcèlement peut nécessiter une action presque héroïque, surtout si celui-ci ne cible qu'une ou deux personnes. Cela peut aussi être un défi difficile et par moments la confrontation s'impose, le harceleur ayant l'impression que c'est la façon de faire avancer les choses et ne reconnaissant pas les ravages causés par celle-ci aux subordonnés.

### Intelligence émotionnelle
Le harcèlement au travail serait beaucoup plus répandue qu'on ne le pense généralement. Il semble être particulièrement répandu dans les organisations de soins de santé ; 80 % des infirmières déclarent en avoir été victimes. Les conséquences émotionnelles du harcèlement exposent une organisation au risque de perdre des employés victimes. Le harcèlement contribue à un environnement de travail négatif, qui n'est pas propice à la coopération nécessaire et peut réduire la productivité.
Le harcèlement au travail est associé à des réactions négatives au stress. La capacité à gérer ses émotions, en particulier le stress émotionnel, semble être un facteur toujours important. Le lieu de travail peut être un environnement stressant. Les harceleurs en milieu de travail peuvent avoir une intelligence sociale élevée et une faible intelligence émotionnelle (IE) Dans ce contexte, les harceleurs ont tendance à occuper un rang élevé sur l'échelle sociale et sont aptes à influencer les autres. La combinaison d'une intelligence sociale élevée et d'une faible empathie est propice à un comportement manipulateur, tel que Hutchinson (2013) décrit l'intimidation au travail. Dans les groupes de travail où les employés ont une faible IE, les travailleurs peuvent être persuadés d'adopter un comportement contraire à l'éthique. Avec la persuasion des harceleurs, le groupe de travail est socialisé d'une manière qui rationalise le comportement et rend le groupe tolérant ou favorable à l'intimidation.
Hutchinson et Hurley (2013) soutiennent que l'intelligence artificielle et les compétences en leadership sont toutes deux nécessaires à l'intervention contre le harcèlement en milieu de travail et illustrent la relation entre l'intelligence artificielle, le leadership et la réduction de l'intimidation. Il a été démontré que l'IE et le comportement éthique des autres membres de l'équipe de travail ont un impact significatif sur le comportement éthique des équipes infirmières. Une IE plus élevée est liée à des améliorations de l'environnement de travail et est un modérateur important entre le conflit et les réactions au conflit sur le lieu de travail. Il a été démontré que les dimensions de la conscience de soi et de l'autogestion de l'IE ont de fortes corrélations positives avec un leadership efficace et la capacité spécifique du leadership à créer des environnements de travail et une culture de travail sains.

### Supervision abusive
La supervision abusive chevauche le harcèlement au travail . Les recherches suggèrent que 75% des incidents au travail sont perpétrés par des agents hiérarchiquement supérieurs. La supervision abusive diffère des constructions connexes telles que le harcèlement et l'affaiblissement du superviseur en ce qu'elle ne décrit pas les intentions ou les objectifs du superviseur.

### Pouvoir et contrôle
Un modèle de pouvoir et de contrôle a été développé pour le lieu de travail, divisé selon les catégories suivantes :
- Actions manifestes.
- Actions secrètes.
- Contrôle émotionnel.
- Isolement.
- Contrôle économique.
- Tactiques.
- Restrictions.
- Privilège de gestion.

### Mobbing sur le lieu de travail
Le mobbing sur le lieu de travail chevauche le harcèlement sur le lieu de travail. Le concept est issu de l'étude du comportement animal. Il se concentre sur le harcèlement de groupe.

### Incivilité au travail
Le harcèlement au travail chevauche dans une certaine mesure l'incivilité au travail, mais tend à englober des actes de mépris et d'impolitesse plus intenses et répétés. Les spirales négatives d'incivilité croissante entre les membres de l'organisation peuvent entraîner le harcèlement, mais des actes d'incivilité isolés ne le sont pas malgré la similitude apparente dans leur forme et leur contenu. Dans le harcèlement, l'intention de nuire est moins ambiguë, un rapport de force inégal (à la fois formel et informel) est plus saillant et la cible se sent menacée, vulnérable et incapable de se défendre contre des actions négatives récurrente,.

### Violence latérale/verticale
Termes souvent utilisés dans les soins infirmiers et les soins de santé. La violence latérale (également connue sous le nom de violence horizontale) fait référence aux comportements de harcèlement manifestés par des collègues. La violence verticale fait référence aux comportements d'intimidation manifestés par les superviseurs envers les employés. Malgré l'utilisation du terme violence, ces termes n'englobent pas nécessairement des comportements physiquement agressif.

## Troubles de la personnalité et caractéristiques dysfonctionnelles de la personnalité

### Profil
Les chercheurs Caitlin Buon et Tony Buon ont tenté de faire le portrait du « harceleur ». Ils déclarent que le profil du « harceleur » est qu'il est conscient de ce qu'il fait et entreprend délibérément de nuire à ses « victimes », cible un individu ou un type de personne en particulier et a une sorte de défaut sous-jacent de personnalité, l'insécurité ou le désordre. Les chercheurs suggèrent de qualifier l'intimidation au travail de harcèlement générique avec d'autres formes de harcèlement non spécifique, car cela permettrait aux employés d'utiliser un langage moins chargé d'émotion pour entamer un dialogue sur leurs expériences, plutôt que d'être repoussés en devant définir leurs expériences comme victimes. Tony Buon et Caitlin Buon suggèrent également que la perception et le profil de l'intimidateur au travail ne facilitent pas les interventions. Ils suggèrent que pour faire des progrès significatifs et parvenir à un changement de comportement à long terme, les organisations et les individus doivent adopter l'idée que tout le monde peut être potentiellement « harceleur ou harcelé ». Il existe dans les cultures, les systèmes de croyances, les interactions et les compétences émotionnelles du lieu de travail, et ne peut être transformé si l'externalisation et la diabolisation aggravent le problème en dressant le profil du « harceleur » plutôt qu'en parlant de comportements et d'interactions interpersonnelles.

### Cadres
En 2005, les psychologues Belinda Board et Katarina Fritzon de l'Université de Surrey, au Royaume-Uni, ont interviewé et fait passer des tests de personnalité à des cadres britanniques de haut niveau et ont comparé leurs profils avec ceux de patients psychiatriques criminels de l'hôpital Broadmoor au Royaume-Uni. Ils ont constaté que trois troubles de la personnalité sur onze étaient en fait plus fréquents chez les cadres que chez les criminels.
- Trouble de la personnalité histrionique : comprenant le charme superficiel, le manque de sincérité, l'égocentrisme et la manipulation.
- Trouble de la personnalité narcissique : y compris la grandiosité, le manque d'empathie centré sur soi pour les autres, l'exploitation et l'indépendance.
- Trouble de la personnalité obsessionnelle-compulsive : comprenant le perfectionnisme, le dévouement excessif au travail, la rigidité, l'entêtement et les tendances dictatoriales.

Ils ont décrit ces hommes d'affaires comme des psychopathes qui réussissent et les criminels comme des psychopathes qui échouent.
Selon l'universitaire Manfred Kets de Vries, il semble presque inévitable de nos jours qu'il y ait des troubles de la personnalité dans une équipe de direction.
La recherche en psychologie du travail et des organisations a également examiné les types de harcèlement qui existent parmi les professionnels et la prévalence de cette forme d'intimidation en milieu de travail ainsi que les moyens de mesurer celle-ci de manière empirique.

### Psychopathie
Le narcissisme, le manque d'autorégulation, le manque de remords et le manque de conscience ont été identifiés comme des traits affichés par les intimidateurs. Ces traits sont partagés avec les psychopathes, ce qui indique qu'il existe un croisement théorique entre les harceleurs et les psychopathes. Le harcèlement est utilisé par les psychopathes d'entreprise comme tactique pour humilier les subordonnés. Il est également utilisé comme tactique pour, confondre et désorienter ceux qui peuvent être une menace pour les activités du psychopathe d'entreprise . Selon Boddy, il existe deux types d'intimidation :
- Le harcèlement prédateur : le harceleur aime simplement intimider et tourmenter les personnes vulnérables pour le plaisir de le faire.
- Le harcèlement instrumental : le harcèlement a un but, aider le harceleur à atteindre ses objectifs.

Un psychopathe d'entreprise utilise le harcelement instrumental pour poursuivre ses objectifs de promotion et de pouvoir par la confusion et en divisant pour régner.
Les personnes ayant des scores élevés sur une échelle d'évaluation de la psychopathie sont plus susceptibles que les autres de se livrer au harcèlement, au crime et à la consommation de drogue. Hare et Babiak ont noté qu'environ 29% des psychopathes d'entreprise sont également des harceleurs. D'autres recherches ont montré que les personnes ayant des scores élevés sur une échelle d'évaluation de la psychopathie étaient plus susceptibles de se livrer à l'intimidation, ce qui indique à nouveau que les psychopathes ont tendance à être des harceleurs au travail.
Un harceleur au travail aura souvent des problèmes de fonctionnement social. Ces types de personnes ont souvent des traits psychopathiques difficiles à identifier dans le processus d'embauche et de promotion. Ces personnes manquent souvent de compétences en gestion de la colère et ont un sens déformé de la réalité. Par conséquent, lorsqu'il est confronté à l'accusation d'abus, l'agresseur n'est pas conscient qu'un mal a été fait.

### Narcissisme
En 2007, les chercheurs Catherine Mattice et Brian Spitzberg de l'Université d'État de San Diego, aux États-Unis, ont découvert que le narcissisme révélait une relation positive avec le harcèlement. Il a été constaté que les narcissiques préféraient les tactiques d'intimidation indirectes (telles que la rétention d'informations qui affectent les performances des autres, l'ignorance des autres, la diffusion de commérages, le rappel constant aux autres des erreurs, l'ordre aux autres de faire un travail en dessous de leur niveau de compétence et la surveillance excessive du travail des autres) plutôt que les tactiques directes (telles que proférer des menaces, crier, critiquer constamment ou faire de fausses allégations). La recherche a également révélé que les narcissiques sont très motivés pour harceler et que, dans une certaine mesurcela leur procure un sentiment de satisfaction 

### Machiavélisme
Selon Namie, les machiavéliques manipulent et exploitent les autres pour faire avancer leurs carrières. À son avis, le machiavélisme représente l'une des composantes essentielles du harcèlement au travail.

## Effets sur la santé
Selon Gary et Ruth Namie et Tracy[Quoi ?], le harcèlement au travail peut nuire à la santé des victimes de l'intimidation. Les organisations commencent à prendre conscience des coûts pour l'entreprise en matière de santé de leurs employés.
Selon des chercheurs du Project for Wellness and Work-Life de l'Université d'État de l'Arizona, « le harcèlement au travail est lié à une multitude de coûts physiques, psychologiques, organisationnels et sociaux ». Le stress est l'effet sur la santé le plus prédominant associé au harcèlement au travail. La recherche indique que le stress au travail a des effets négatifs importants qui sont corrélés à une mauvaise santé mentale et physique, entraînant une augmentation du recours aux « jours de maladie » ou aux absences du travail (Farrell et Geist-Martin, 2005)[réf. incomplète].
Les effets négatifs sont si graves que le trouble de stress post-traumatique (SSPT) et même le suicide, ne sont pas rares. Tehrani a constaté qu'une cible sur 10 souffrait de SSPT et que 44 % de ses répondants souffraient de SSPT similaire à celui des femmes battues et des victimes de maltraitance enfantiles. Matthiesen et Einarsen ont constaté que jusqu'à 77 % des cibles souffraient de SSPT.
De plus, les collègues qui sont témoins de harcèlement au travail peuvent également ressentir des effets négatifs, tels que la peur, le stress et l'épuisement émotionnel. Ceux qui sont témoins d'abus répétés au travail choisissent souvent de quitter le lieu de travail où l'abus a eu lieu. Le harcèlement au travail peut également entraver la dynamique organisationnelle telle que la cohésion du groupe, la communication et la performance globale.
Selon l'enquête de 2012 menée par le Workplace Bullying Institute (516 répondants), l'anticipation du prochain évènement négatif est le symptôme psychologique le plus courant signalé par 80 % des victimes de harcèlement au travail. Les attaques de panique affectent 52 %. La moitié (49 %) des cibles ont déclaré avoir reçu un diagnostic de dépression clinique. Les troubles du sommeil, la perte de concentration, les sautes d'humeur et la tristesse et l'insomnie envahissantes étaient plus fréquents (allant de 77 % à 50 %). Près des trois quarts (71 %) des cibles ont consulté un médecin. Plus de la moitié (63 %) ont consulté un professionnel de la santé mentale pour leurs symptômes liés au travail. Les répondants ont signalé d'autres symptômes qui peuvent être exacerbés par le stress : migraines (48 %), troubles du côlon irritable (37 %), syndrome de fatigue chronique (33 %) et dysfonction sexuelle (27 %).

### Effets physiques
Outre les effets psychologiques, le harcèlement moral peut également se manifester par des symptômes physiques chez les salariés affectés. Des études ont montré une association entre le harcèlement moral et divers problèmes de santé physique, tels que les maux de tête fréquents, les douleurs musculaires et les troubles gastrointestinaux.
Le stress chronique induit par le harcèlement moral peut affaiblir le système immunitaire, rendant les individus plus vulnérables aux infections et aux maladies. De plus, des études épidémiologiques ont mis en évidence une corrélation entre le harcèlement moral et des maladies cardiovasculaires, telles que l'hypertension et les maladies coronariennes.

### Dépression
La dépression au travail peut survenir dans de nombreuses entreprises de tailles et de professions diverses et peut avoir des effets négatifs sur la croissance positive des bénéfices. Les facteurs de stress propres à l'environnement de travail, tels que l'intimidation de la part de collègues ou de supérieurs et le manque de soutien social pour les professions à haute pression, peuvent s'accumuler avec le temps et créer une inefficacité au travail chez les personnes déprimées et conduire un employé à se déconnecter de sa mission et des objectifs de l'entreprise. Ignorer le problème de la dépression et de la baisse des performances au travail crée des conflits intergroupes et des sentiments durables de désillusion.

## Coûts financiers

### Pour les employeurs
Des études ont tenté de quantifier le coût de l'intimidation pour une organisation.
- Selon l'Institut national pour la sécurité et la santé au travail (NIOSH), la maladie mentale chez les travailleurs entraîne une perte de 19 milliards de dollars et une baisse de productivité de 3 milliards de dollars[106].
- Dans un rapport commandé par l'Organisation internationale du travail (OIT), Hoel, Sparks et Cooper ont effectué une analyse des coûts liés à l'intimidation[107]. Ils ont estimé un coût de 1,88 milliard de livres plus le coût de la perte de productivité.
- D'après le coût de remplacement de ceux qui partent après avoir été victimes ou témoins, Rayner et Keashly (2004) estiment que pour une organisation de 1 000 personnes, le coût serait de 1,2 million de dollars américains. Cette estimation n'inclut pas le coût des litiges.
- Une étude finlandaise portant sur plus de 5 000 membres du personnel hospitalier révèle que les victimes ont 26 % plus d'absences pour maladie certifiées. Selon les chercheurs, ces chiffres sont probablement sous-estimés car de nombreuses cibles ont probablement déjà été victimes de harcèlement au moment où les mesures de base ont été faites[108].
- Le gouvernement de la ville de Portland, dans l'Oregon, a été poursuivi par un ancien employé pour bizutage au travail. La victime a demandé des dommages-intérêts de 250 000 $ et a révélé le nom de la ville, ainsi que celui de l'agresseur, Jerry Munson, un « chef de file » en position d'autorité. La poursuite revèle qu'un superviseur était au courant du problème, mais « n'a pris aucune forme de mesure pour l'arrêter ». Après une enquête, le gouvernement municipal a réglé 80 000 $ US après avoir estimé « qu'il y a un risque que la ville soit jugée responsable »[55].

La chercheuse Tamara Parris explique comment les employeurs devraient gérer les mauvais comportements comme le harcelement au travail, car ils créent non seulement un coût financier pour l'organisation, mais érodent les ressources humaines de l'entreprise,. Dans un effort pour apporter des changements sur le lieu de travail, Flynn explique comment les employeurs doivent non seulement soutenir les réglementations mises en place, mais également soutenir leur personnel lorsque de tels faits se produisent.

### Pour l'économie
Bien qu'il existe un nombre illimité de formes de harcèlement moral, la « mise au placard » est la plus employée lorsqu'une société souhaite se séparer d'un salarié à moindre coût. Cette méthode consiste à isoler professionnellement le salarié en lui confiant des tâches insignifiantes et/ou en l'isolant physiquement de ses collègues, afin de le pousser à quitter l'entreprise qui ne le considère plus comme utile. Selon une note du rapport sur l'Emploi Senior publié en octobre 2022 par l'Institut Montaigne, ces mises au placard couteraient pas moins de 10 Mds d'euros par an (salaires et indemnités d'arrêts maladie).

## Dispositions normatives

### En France
En France, la législation considère le harcèlement moral au travail à partir du moment où des actes malveillants répétés ayant pour objectif de dégrader les conditions de travail d'un salarié, pouvant aboutir à une atteinte à ses droits/sa dignité, une altération de sa santé mentale ou physique ainsi qu'une menace pour son évolution professionnelle.
En cas de harcèlement moral avéré, deux types de sanctions peuvent se cumuler : les sanctions prises par l'employeur et celles prises par la justice. Les incriminations, prévues dans le Code pénal (à l'article 222-33-2) et le Code du travail (aux articles L1152-1 et L1152-2) au harcèlement moral au travail ont été introduites par la loi de modernisation sociale du 17 janvier 2002,.

#### Définition
La notion de "harcèlement moral" n'est pas définie par la loi. Pour que les articles L1152-1 du Code du travail et 222-33-2 du Code pénal soient applicables aux faits de harcèlement moral, ces actes doivent répondre à trois conditions : ils doivent être répétés ; avoir, soit pour objet, soit pour effet de dégrader les conditions de travail de la victime ; être susceptible de porter atteinte aux droits du salarié.

#### Sanctions prises par l'employeur
Tout salarié ayant commis des agissements de harcèlement moral est passible de sanctions disciplinaires prises par l'employeur : mutation, mise à pied voire licenciement. Le harcèlement constitue nécessairement constitue nécessairement une cause réelle et sérieuse de licenciement.

#### Sanctions prises par la justice

##### Sanctions pénales
Le harcèlement moral au travail est un délit pénal puni de deux ans d'emprisonnement et 30 000 euros d'amende. Des peines complémentaires sont également prévues par les articles 222-44 et 222-45 du Code pénal.

##### Sanctions civiles
L'employeur peut être sanctionné civilement pour ne pas avoir pris toutes les mesures nécessaires afin d'empêcher l'émergence d'une situation de harcèlement moral ou pour ne pas avoir pris les mesures nécessaires en cas de situation de harcèlement — notamment, la mise en place d'une enquête et les mesures disciplinaires utiles. De plus, l'auteur de harcèlement moral peut être condamné à verser des dommages-intérêts (préjudice moral, frais médicaux...).

## Par pays
Le harcèlement au travail est connu dans certains pays asiatiques comme :
- Japon : harcèlement de pouvoir
- Corée du Sud : gapjil
- Singapour : dans une enquête informelle menée auprès de 50 employés à Singapour, 82 % ont déclaré avoir été victimes de harcèlement de la part de leur supérieur direct ou de leurs collègues au cours de leur carrière, dont 33,3 % au quotidien. De nombreux sondés ont déclaré qu'ils avaient dû arrêter à cause de l'environnement toxique[122]. Dans d'autres enquêtes, il est clair que l'entreprise est au courant mais ne fait rien[123]. Une enquête Kantar en 2019 a suggéré que les employés de Singapour étaient les plus susceptibles d'être « mal à l'aise » avec leurs employeurs[124].

## Histoire
La recherche sur le harcèlement au travail découle des premières enquêtes scandinaves sur le harcèlement à l'école à la fin des années 1970.

### Revues académiques
- Aglietta M, Reberioux A, Babiak P. "Psychopathic manipulation in organizations: pawns, patrons and patsies", in Cooke A, Forth A, Newman J, Hare R (Eds), International Perspectives and Psychopathy, British Psychological Society, Leicester, pp. 12–17. (1996)
- Aglietta, M.; Reberioux, A.; Babiak, P. "Psychopathic manipulation at work ", dans Gacono, CB (Ed), L'évaluation clinique et médico-légale de la psychopathie : Guide du praticien, Erlbaum, Mahwah, NJ, pp. 287–311. (2000)